# Črpák

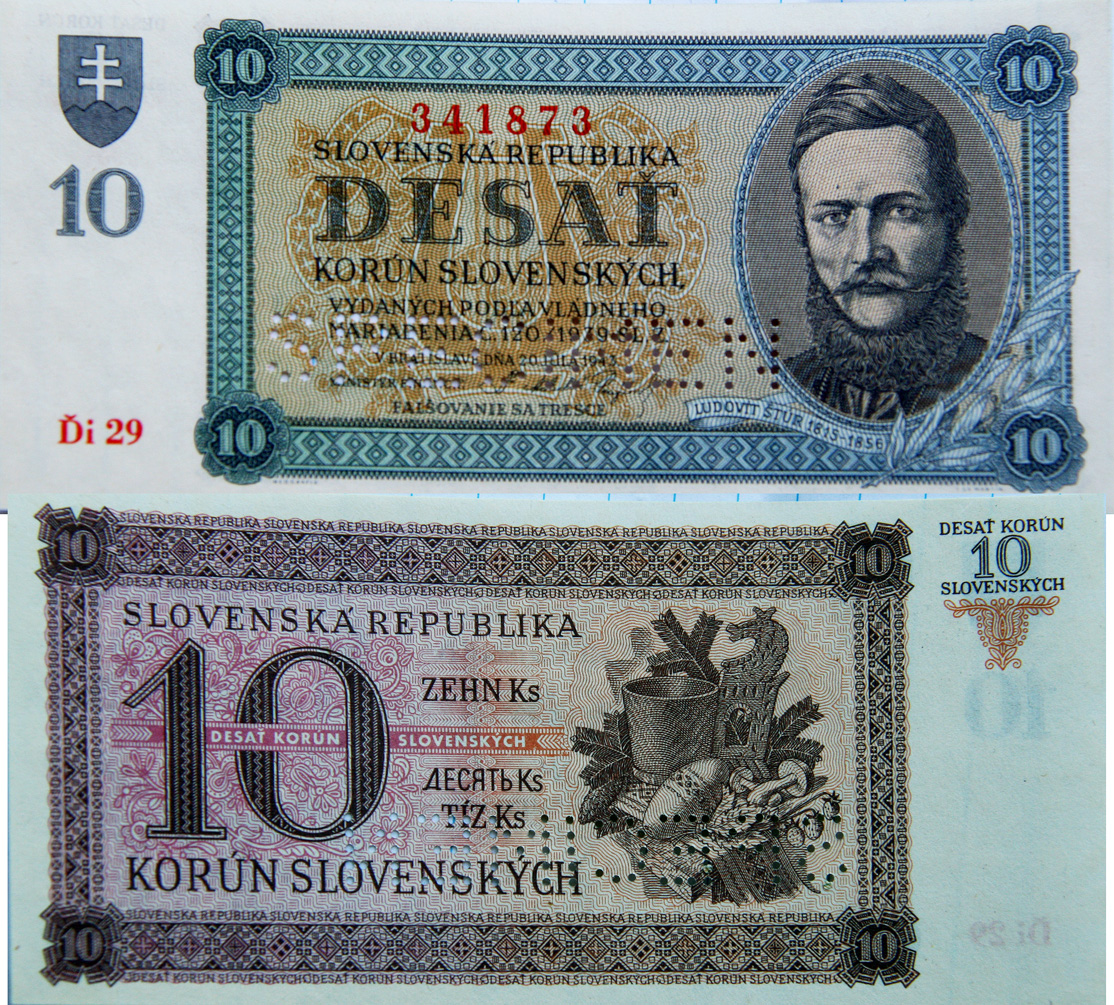
Črpák zachycený na zadní straně slovenské desetikorunové bankovky z roku 1943

Črpák je tradiční slovenská nádoba používaná zejména na salaších, kde se z něj pila žinčica. Črpák je zhotoven často z jedlového dřeva, do ucha je často ozdobně vyřezán pastýřský výjev. Dnes vyráběné črpáky jsou převážně dekorativního charakteru, jejich praktické využití vymizelo zároveň s pastýřskou tradicí.